# Musical Starstreams
Musical Starstreams (aka Starstreams) este o emisiune radio pe internet și terestră, ce a fost difuzată pentru prima dată în zona golfului San Francisco în Decembrie 1981. Inițial cunoscută ca Music for Your inner Space, emisiunea a fost produsă, programată și găzduită de Forest, original în Mill Valley iar acum de la La Jolla pentru întreaga sa istorie de aproape treizeci de ani, excepție făcând perioada de douăsprezece luni de la mijlocul lui 2002, cînd emisiunea a fost găzduită de Madison Cole.
În 1983 emisiunea săptămânală de două ore a început sindicalizarea pe postul radio comercial terestrial, iar în 1985 a fost aleasă pentru  distribuție înafara SUA. Emisiunea e ascultată la peste 200 de posture radio noncomerciale și commercial, sisteme prin cablu , internet, canale XM de radio prin satelit  și DirecTV. Deși inițial a înregistrat ratinguri bune la nivel național, emisiunea a scăzut în numărul posturilor terestre în 1991, același an în care au fost nominalizați pentru 'Adult Syndicated Program of the Year' al revistei Billboard. Datorită naturii volatile a posturilor de radio comerciale și schimbării continue a formatelor de difuzare, acoperirea posturilor terestre a scăzut semnificativ până la punctual când ei, prin efortul propriului website, ei erau trecuți doar pe 10 posturi de radio noncomerciale și comerciale (la 3/11), ce le atribuiau declinului ascultării posturilor terestre de radio și creșterea în popularitate a internetului, unde tot mai mulți ascultători au ales să asculte emisiunea online, în formatul său  actual. O versiune muzicală mai intensivă a emisiunii, intitulată The Starstreams Channel poate fi ascultată online, găzduită de Madison Cole. Forest de asemenea programează și găzduiește canalul AMBIENT pe Radioio – un post complet de seturi Starstreams, ce pot fi găsite pe  Radioio în secțiunea dance și electronică.
În anii 1980, emisiunea difuza un mix de  electronică, new-age și o mică cantitate de jazz, Astăzi, are mai mult o esență muzicală de chill, uneori caracterizată ca " electronică exotică" cu un tempou de la mediu spre scăzut. La începuturi a mai fost descrisă și ca o "cadă-fierbinte de muzică de Marin County" referindu-se cu ironie la fosta sa casă, ce se afla chiar peste Podul Golden Gate.